# Katastrofa lotnicza na Reno Air Races
Katastrofa lotnicza podczas Reno Air Races 2011 – wypadek lotniczy, do którego doszło 16 września 2011 roku podczas corocznego wyścigu Reno Air Races, samolot z czasów II wojny światowej P-51 Mustang, pilotowany przez Jimmy’ego Leewarda, spadł na trybunę oglądających. W wyniku tragedii zginęło 11 osób, a około 70 zostało rannych.

## P-51 Mustang The Galloping Ghost

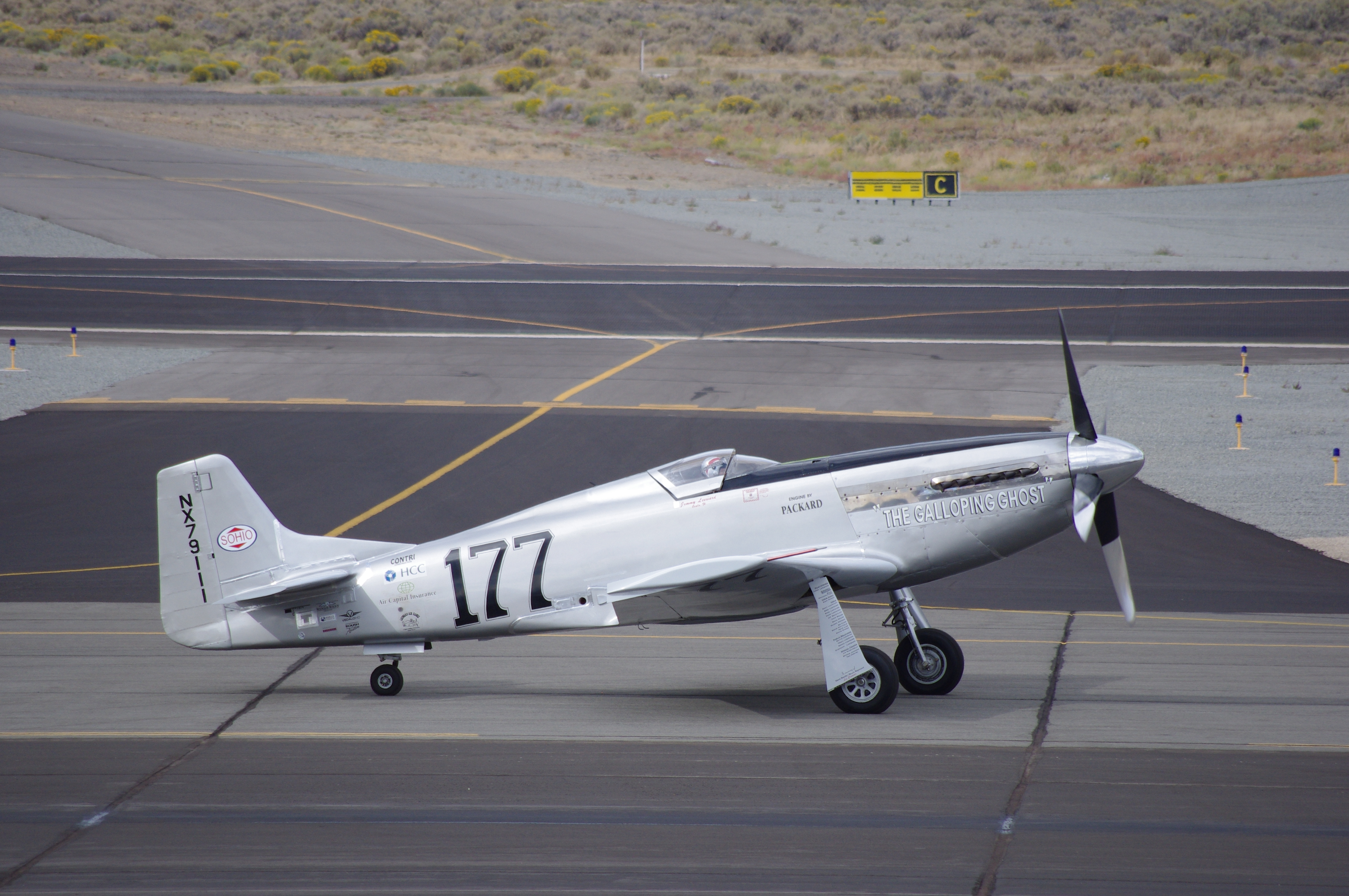
The Galloping Ghost podczas wyścigów w Reno w 2011

Myśliwiec North American P-51 Mustang był samolotem jednosilnikowym z czasów II wojny światowej, zaprojektowany na zlecenie RAF-u w 1944 r. Wyprodukowany przez North American Aviation (NAA) w Inglewood, Kalifornia, w serii P-51D-15NA. Była to pierwsza seria przenosząca pociski rakietowe, która została wykorzystana w walce. Nazwa „The Galloping Ghost” została mu nadana przez Steve’a Beville’a i Bruce’a Raymonda na cześć gwiazdy footballu Ref Grange’a. Jimmy Leeward kupił myśliwiec w 1983 r. i mocno zmodyfikował. Między innymi została zmieniona rozpiętość skrzydeł samolotu, wynosiła około 8,79 metra, gdzie w podstawowej wersji rozpiętości skrzydeł wynosi 11,35 metrów, co było najkrótszą rozpiętością skrzydeł spośród wszystkich zmodyfikowanych P-51D w 2011 r. Każda lotka została skrócona do około 0,9 metra, a długość magazynowa to około 2,1 metra i miała dwa zawiasy (lotka magazynowa ma trzy). Celem było uczynienie samolotu bardziej aerodynamicznym, aby poruszał się szybciej bez większego silnika. Po awarii silnika w 1989 r. podczas Reno Air Races, samolot zniknął ze świata wyścigów aż do 2009 r. Konfiguracja samolotu z dnia wypadku została ukończona jesienią 2009 r. w Minden w Nevadzie.

## Wyścig

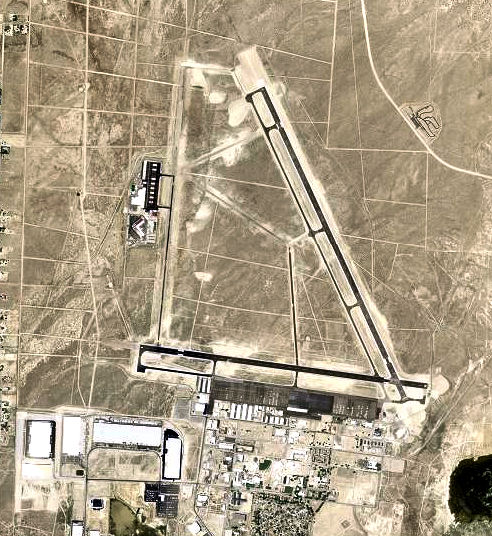
Reno Stead Airport

Reno Air Race (National Championship Air Races) to wyścigi lotnicze, które odbywają się nieustannie od 1964 r. we wrześniu niedaleko miasta Reno w stanie Nevada. Wydarzenie organizowane jest między innymi przez Reno Air Racing Association (RARA) na lotnisku Reno Stead Airport i trwa zaledwie siedem dni. Pierwsze dwa i pół dnia to czas kwalifikacji, po których przychodzi czas na same wyścigi. Charakteryzuje się dużymi prędkościami, małą wysokością lotu i niewielkimi odległościami pomiędzy samolotami. Podczas imprezy, rywalizują ze sobą piloci sześciu klas i pięciu podgrup. Pokonują oni kręgi, dookoła pylonów, o różnych obwodach od 5 do 13km. P-51 Mustang brał w nich udział w kategorii Unlimited. Do 2011 r. od początku rozgrywania wyścigów lotniczych zginęło 19 pilotów, lecz nigdy nie było ofiar wśród widzów. Po katastrofie „The Galloping Ghost” znacznie poprawiono standardy bezpieczeństwa podczas wyścigów.
Podczas Reno Air Race można zobaczyć także cywilne pokazy lotnicze, demonstracje lotów wojskowych oraz pokaz statycznych samolotów cywilnych i wojskowych.

### Klasy wyścigów
- Unlimited
- T-6
- Biplane
- Formula One
- Sport
- Jet

## Przebieg katastrofy
Wyścig zaczął się po tym jak wszystkie samoloty ustawione w równej linii dostały sygnał o rozpoczęciu. Samolot „The Galloping Ghost” miał do pokonania 13 kilometrową trasę, po torze w kształcie elipsy. Doświadczony pilot, 74-letni Jimmy Leeward, zamierzał pobić rekord prędkości. Podczas wykonywania ostatniego okrążenia Mustang gwałtownie skręca z 73 stopni do 93 stopni w mniej niż sekundę. Niedokręcona nakrętka powoduje złamanie śruby mocującej lewy trymer steru wysokości, przez co samolot natychmiast się wznosi. W ciągu 1 sekundy przeciążenie samolotu wzrosło z ok. 3 G do 17,3 G, co przekracza ludzką tolerancję. To sugeruje, że pilot stracił wtedy przytomność, przez co nie mógł wyrównać lotu. Samolot w spiralnym ruchu spada pionowo w dół, wprost na trybunę przeznaczoną dla specjalnych gości. Rozpadł się całkowicie, ale się nie zapalił.
Na miejscu zginęło siedem osób, łącznie z pilotem, następne cztery zmarły w szpitalu. Rannych było około 70 osób.

### Pilot
James Kent „Jimmy” Leeward – urodzony 21 października 1936 r. w Brackenridge w Pensylwanii. Amerykański pilot, właściciel „Leeward Air Ranch” w Ocala na Florydzie. Od najmłodszych lat interesował się lotnictwem. W 1983 r. został właścicielem Mustanga P-51, z którym osiągał sukcesy w Reno Air Races w latach 1983–1990. Po 20 latach przerwy, wraz z The Galloping Ghost powrócił do wyścigów w 2010 r. Prócz udziału w zawodach lotniczych, Jimmy Leeward występował także w filmach jako pilot-kaskader.

## Śledztwo

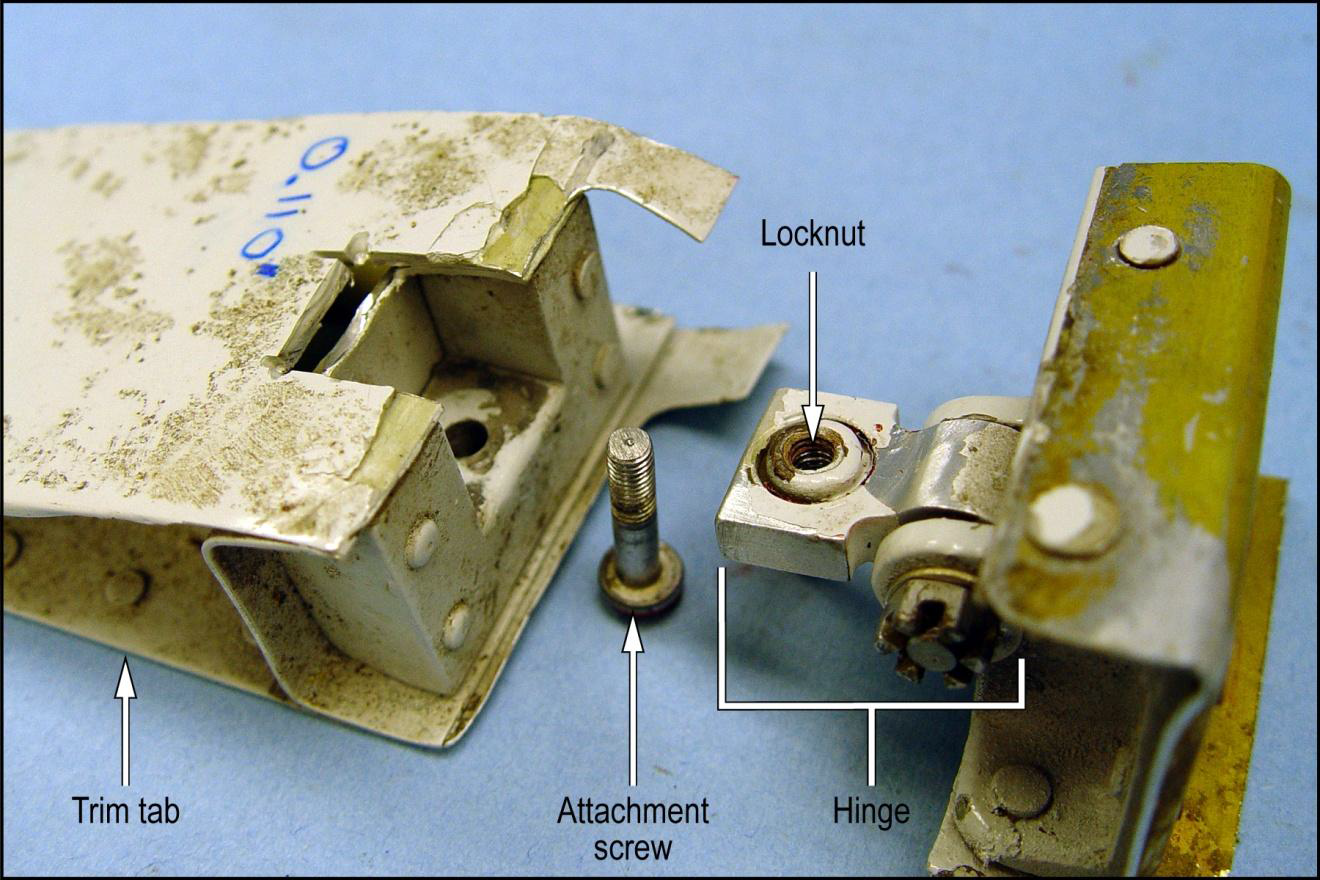
Przekrój prawej klapy podnośnika (widok od spodu) przedstawiający zawias wewnętrzny, śrubę mocującą i nakrętkę blokującą

Krajowa Rada Bezpieczeństwa Transportu (NTSB) już dzień po katastrofie rozpoczęła badanie nad tym, co się stało. Ze względu na to, że samolot rozbił się na bardzo drobne kawałki, nie znaleziono żadnych nagrań, co bardzo utrudniło ustalenie przyczyny wypadku. Choć znaleziono pokładową kartę pamięci, ciężko było z niej odczytać jakieś informacje, dlatego bardzo przydały się filmy i setki zdjęć robione przez widzów. Dzięki nim odkryto, że brakuje części lewego trymera steru wysokości. NTSB dokładnie sprawdziła wszelkie modyfikacje samolotu. Odkryła, że ponownie były użyte przeciwnakrętki w lewym systemie klapki trymera, które poluzowały się i straciły zdolność blokowania. Na nakrętkach widać było pozostałości po żółtej farbie, co oznacza, że były one używane w 1985 r., kiedy to samolot został na ten kolor przemalowany. Według NTSB przyczyną katastrofy była utrata fragmentu usterzenia poziomego – trymera, odpowiedzialnego za odpowiedni lot samolotu. Mógł on odpaść z powodu wielokrotnych modyfikacji jakim był poddawany P-51 Mustang, aby osiągać jak najwyższe prędkości oraz najlepsze wyniki. Mogło to doprowadzić do zmian charakterystyk flatterowych, co poskutkowało wystąpieniem drgań podczas lotu z duża prędkością, a także zniszczeń konstrukcji. Na zdjęciach wykonanych tuż przed katastrofą, oprócz utraty trymera, analitycy dostrzegli, iż w kokpicie nie widać głowy pilota. Mogło to wskazywać na złamanie fotela w kabinie i utratę panowania nad samolotem. Według mechanika J. R. Walkera, fotel pilota „The Galloping Ghost” był zbudowany tak, aby głowa pilota była widoczna zawsze, nawet w przypadku utraty przez niego przytomności.
W 2012 r. wydano również dodatkowe zalecenia co do bezpieczeństwa w czasie przyszłych wyścigów lotniczych. Dotyczyły one między innymi układu toru w większej odległości od trybun dla widzów, inspekcje przed wyścigiem oraz bezpieczeństwo na rampie.